# جوزيف ر. لان
جوزيف ر. لان (بالإنجليزية: Joseph R. Lane)‏ هو محامي وسياسي أمريكي، ولد في 6 مايو 1858 في دافنبورت في الولايات المتحدة، وتوفي بنفس المكان في 1 مايو 1931. حزبياً، نشط في الحزب الجمهوري. وقد انتخب عضو مجلس النواب الأمريكي.